# Fanscene
Fanscene var en popgrupp från Uppsala som 1993 utvecklades ur garagerockbandet The Rawhides och upplöstes 1998. Fanscene spelade powerpop med inspiration från garagerock, mod revival, surf och den samtida indie-scenen. 1997 gav Fanscene ut French Poetry EP. Det välkända engelska skivbolaget Detour Records och dess underetikett Paisley Archive gav 2016-2020 ut fler inspelningar med gruppen.

## Medlemmar
Henrik Aspeborg – sång och gitarr, Jesper Ek – sång och bas, Johan Sjöberg – gitarr, Martin Sörbom – trummor.

## Diskografi (i urval)[2]

### Album
2017 (CD)/2020 (LP): French Poetry Revisited (Detour Records/Paisley Archive, UK)

### EP
1997: French Poetry EP (Silver Records, Sverige)

### Singel
2016: French Poetry/Occupying My Mind (Detour Records, UK)